# Prybuhskaya Rawnina
Prybuhskaya Rawnina är en slätt i Belarus. Den ligger i den västra delen av landet, 300 km sydväst om huvudstaden Minsk.
Trakten runt Prybuhskaya Rawnina består till största delen av jordbruksmark. Runt Prybuhskaya Rawnina är det ganska tätbefolkat, med 120 invånare per kvadratkilometer.